# Howdah

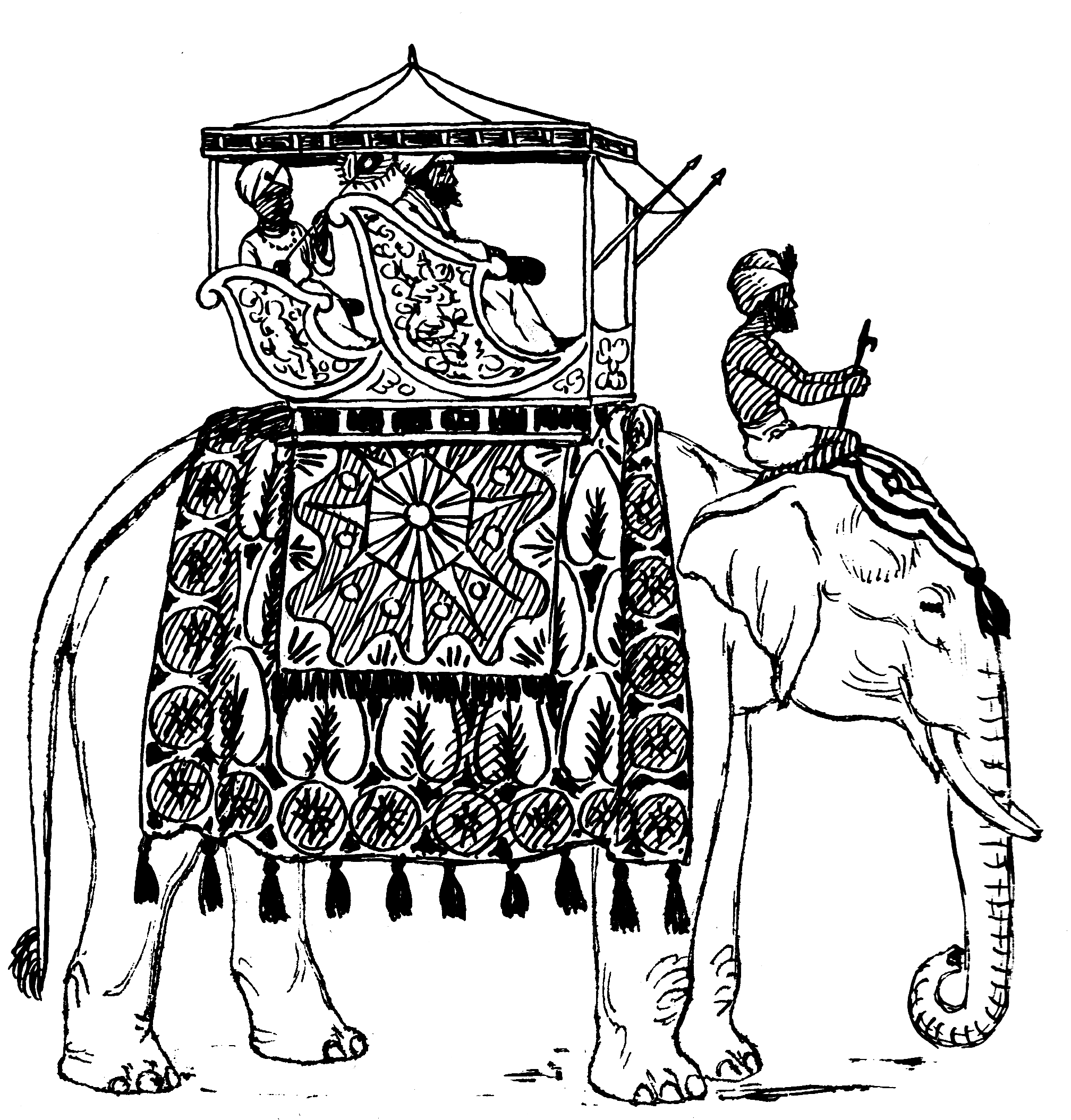
Éléphant portant un howdah.

Un howdah est une sorte de bât ou palanquin, mais porté par un éléphant et non par un mulet  ou des hommes, et il est placé sur le dos de l'animal. Les howdah étaient utilisés la plupart du temps pour transporter des personnes fortunées, à les porter pendant la chasse, ou encore pour faire la guerre. C'était également un symbole de richesse pour son propriétaire, et le howdah était par conséquent décoré richement, parfois avec des pierres précieuses. Actuellement il est utilisé dans les cortèges matrimoniaux ou pour les touristes.
On peut rencontrer parfois des howdah plus légers, fixés cette fois sur le dos de chameaux ou de dromadaires, en particulier dans le monde musulman. 

## Origine
Le terme howdah vient du mot hindi हौदा (haudā), lui-même dérivé du mot arabe هودج (hawdaj), qui désigne « une litière portée par un chameau ».
Le mot apparait en français dès 1875.

## Description

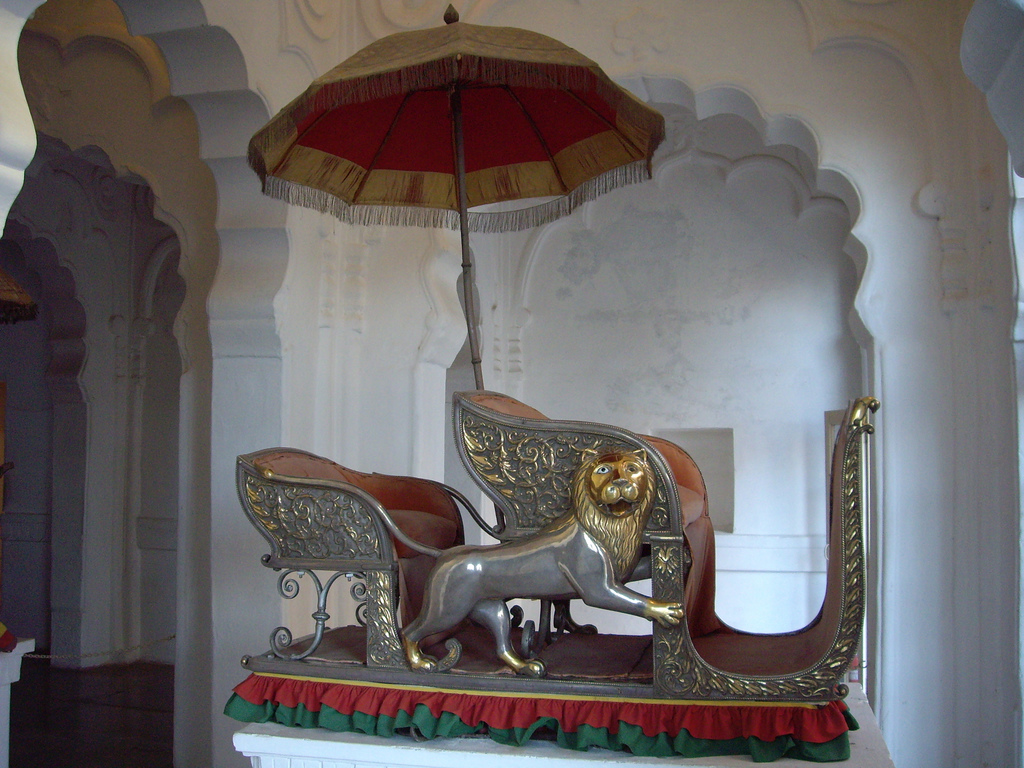
Howdah Hathi dans le fort de Mehrangarh.

Un howdah, tel que ceux utilisés par les princes de l'Inde, est un siège de bois formant deux compartiments, recouvert de feuilles d'argent et d'or, et fixé solidement sur le dos de l'éléphant. Le compartiment avant, qui offrait plus d'espace pour les jambes et une sécurité accrue offerte par une feuille de métal servant de protection, était en principe destiné aux rois ou aux princes ; le compartiment arrière, plus petit, hébergeait des gardes du corps de confiance.

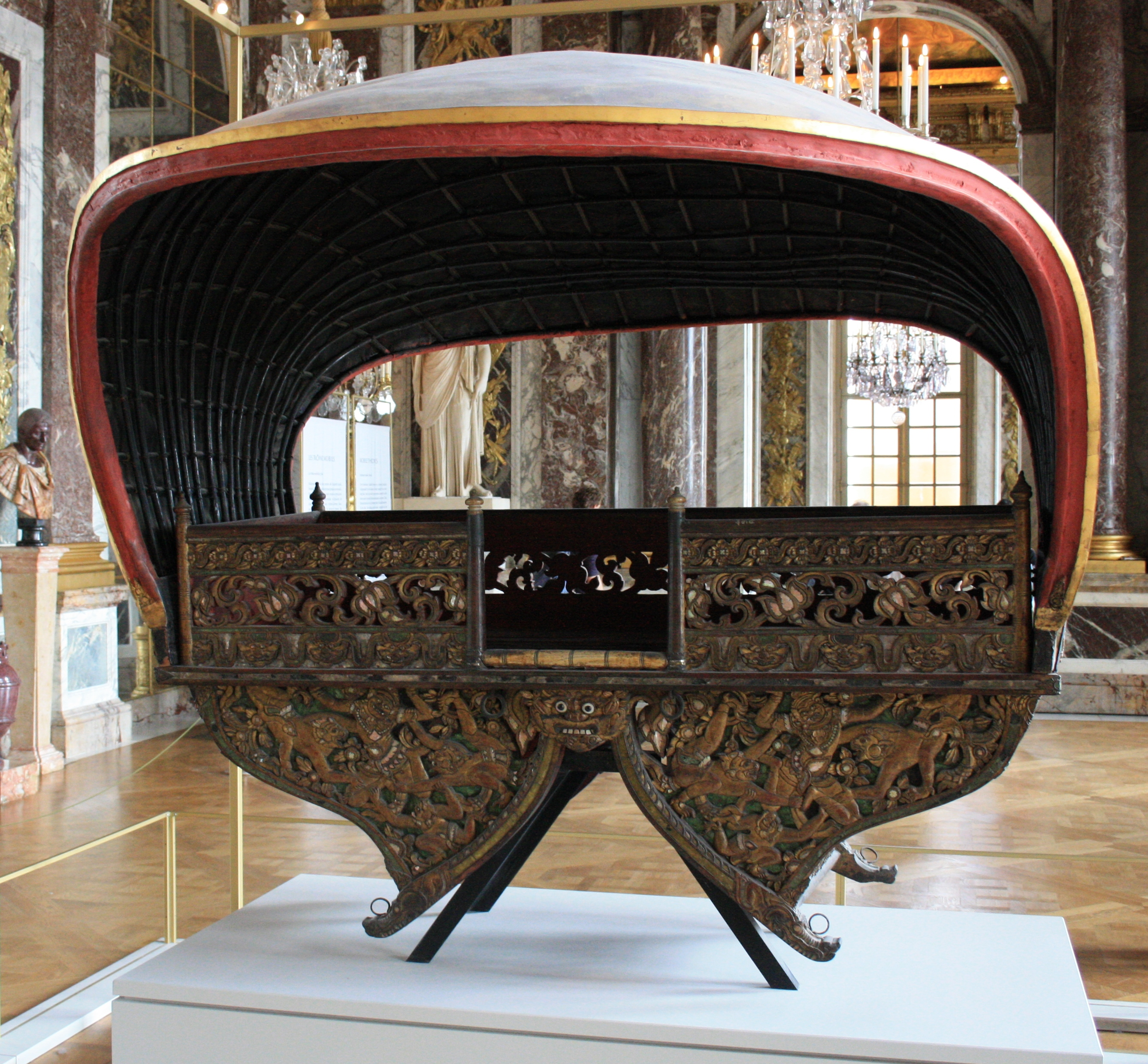
Howdah Phra Thinang Prapatthong de Thaïlande.

Le dessous du howdah, qui repose sur le dos de l'éléphant, en épouse la forme et repose sur une protection matelassée, destinée à protéger l'éléphant du frottement. Le howdah est solidement arrimé à l'éléphant par des sangles.

## Utilisation

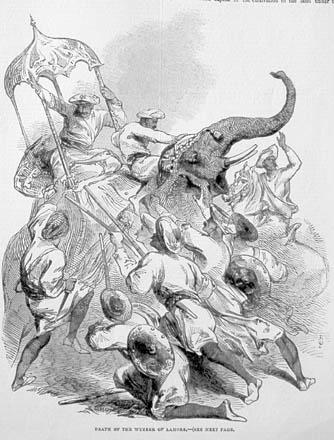
Éléphant de guerre.

### À la chasse
Les howdah furent, à l'époque des maharadjahs, un moyen parfaitement adapté à la chasse au tigre pratiquée à dos d'éléphant. Outre le confort ainsi procuré pour se déplacer dans la jungle, ainsi que la possibilité d'avoir plusieurs personnes ensemble sur le même éléphant, la taille même et la force de l'éléphant procurait une protection importante contre les attaques du tigre, par rapport à la même chasse pratiquée à pied ou à cheval. 
Il n'était pas rare cependant que les tigres attaquassent l'éléphant, tentant de grimper jusqu'au howdah pour s'en prendre directement aux chasseurs. Aussi était-il bon de disposer d'une arme de dernier recours pour tirer sur le tigre s'il venait à atteindre le howdah : c'est ce que l'on appelle un howdah pistol, un « pistolet de howdah », imprécis, mais de très gros calibre.

### À la guerre

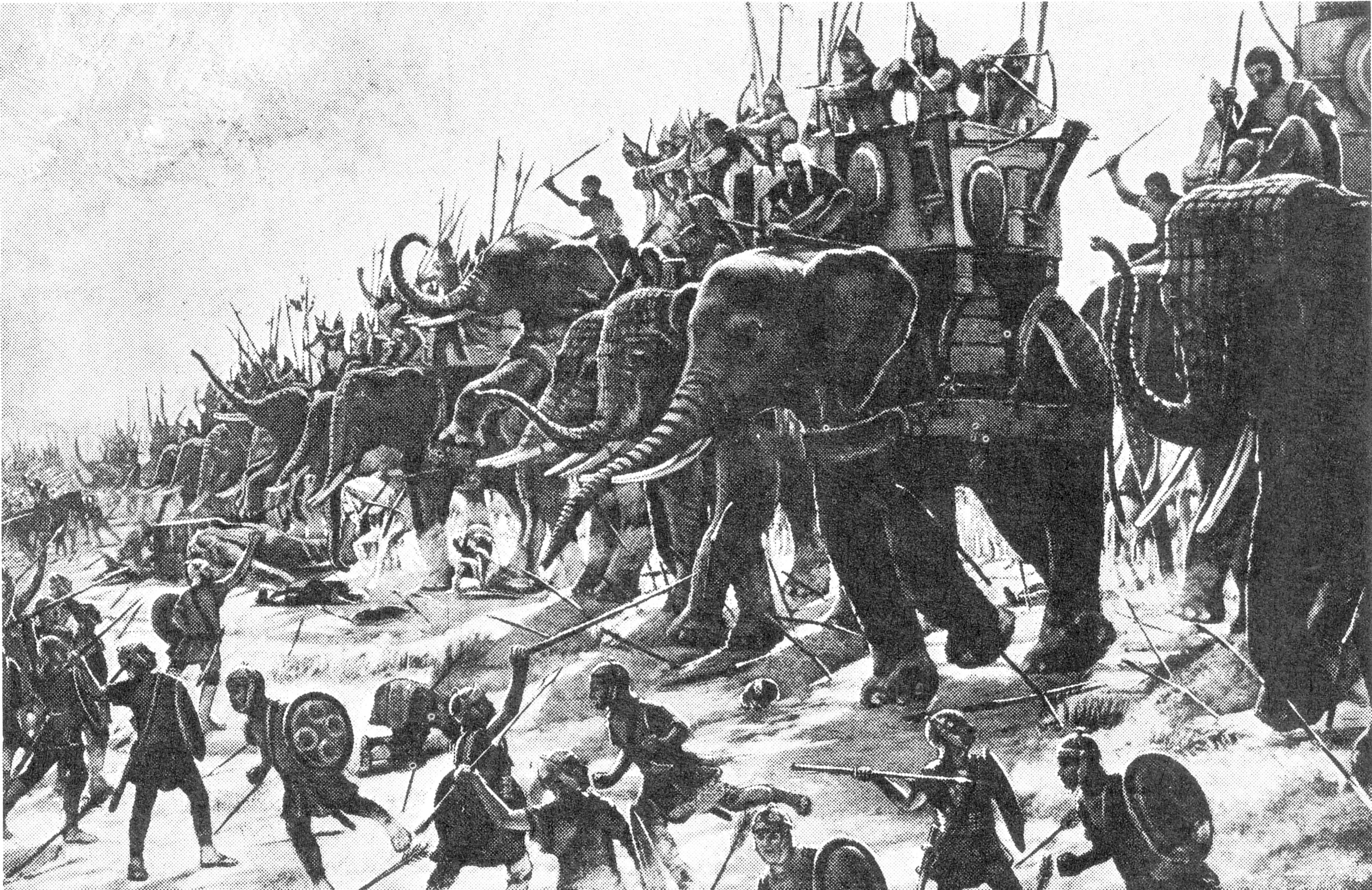
Éléphants de guerre carthaginois à la bataille de Zama, contre les Romains. Chaque howdah abrite un groupe d'archers (Henri-Paul Motte, 1890).

Dans l'Inde d'autrefois, où furent employés des éléphants de guerre pour la première fois, la force d'un prince s'évaluait au nombre d'éléphants de guerre dont il disposait car les éléphants étaient l'équivalent des blindés modernes, écrasant l'armée ennemie, et enfonçant les défenses adverses. Les éléphants de guerre portaient sur leur dos un howdah, d'où des archers tiraient des flèches sur les troupes ennemies. 
De l'Inde, l'usage des éléphants de guerre s'étendit à la Perse, et Alexandre le Grand dut affronter, pour la première fois pour une armée occidentale, 15 éléphants de guerre placés au centre de l'armée perse. 
Mais les guerres les plus connues impliquant des éléphants furent les guerres puniques, au cours desquelles s'affrontèrent Rome et Carthage. Lors de la deuxième guerre punique, le général carthaginois Hannibal fit franchir les Alpes à des éléphants de guerre amenés d'Afrique.

## Howdahcélèbres
- Le musée de Mehrangarh, à côté de Jodhpur, abrite le howdah d'argent offert au maharadjah Jaswant Singh Ier (1638-1678) par le grand empereur moghol Shah Jahan, le bâtisseur du Taj Mahal[4].
- Le Howdah d'or est un howdah d'or massif, d'un poids de 750 kg, utilisé pendant la « procession des éléphants » de la Jamboo Savari, la grande fête annuelle de Mysore, qui s'étend sur dix jours. Ce howdah comporte deux larges sièges, plus grands que l'intérieur d'une voiture familiale. Les radjahs de Mysore utilisaient ce howdah pendant la procession de Dasara, qui traversait la ville chaque année pendant les festivités. Mais depuis la disparition des maharadjahs en tant que souverains régnants, c'est la statue de Chamundeshwari que l'on place dans le Howdah d'or.
- Le howdah d'Aïcha, la veuve du prophète Mahomet, était, lui, porté par un chameau ; c'est de là qu'Aisha dirigea ses troupes pendant la bataille de Bassorah, qui l'opposa à Ali, le gendre du prophète, en 656. C'est pourquoi cette bataille, perdue par Aisha, est depuis lors appelée aussi La Bataille du chameau.

## Tourisme
Des éléphants portant des howdahs sont régulièrement utilisés pour transporter les touristes dans des lieux prisés du  Radjastan en Indes, au Sri Lanka, en Thaïlande, etc.

## Leshowdahau cinéma
- Le film  de Michael Curtiz de 1936, La Charge de la brigade légère, dans lequel joue Errol Flynn, comporte au début une longue chasse à dos d'éléphant, dans un howdah princier.
- Le film de Peter Jackson de 2003, Le Seigneur des anneaux : Le Retour du roi, met en scène de gigantesques howdah, véritables tours de guerre, portés par des mûmakil ou « oliphants », utilisés comme des éléphants de guerre lors de la bataille des champs du Pelennor ; ces howdah abritent des archers haradrim.

## Liens